# Mariano IV d'Arborea
Mariano IV d'Arborea (Marianu in sardo, Marianus in latino, e Marià in catalano; Oristano, 1319 – Oristano, maggio 1375) conosciuto anche con il nome di Mariano il Grande, è stato giudice d'Arborea dal 1347 alla sua morte.
Figlio secondogenito del giudice sardo Ugone II e di Benedetta, proseguì e intensificò l'eredità culturale e politica del padre, volta al mantenimento dell'autonomia del giudicato d'Arborea e alla sua indipendenza, che ampliò sino ad annettere quasi tutta la Sardegna. Considerato una delle più importanti figure nel Trecento sardo, contribuì allo sviluppo dell'organizzazione agricola dell'isola grazie alla promulgazione del Codice rurale, emendamento legislativo successivamente incluso da sua figlia Eleonora nella ben più celebre Carta de Logu.
Fu inoltre un facoltoso mecenate delle arti, e al suo servizio vi furono famosi scultori e pittori del periodo, tra i quali Nino Pisano.

## Biografia

### Origini familiari
|                         |                         |                         |                      |                       |                       |                  |                  |
|                         |                         | Ugone I 1178-1211       |                      |                       |                       |                  |                  |
|                         |                         |                         |                      |                       |                       |                  |                  |
|                         |                         |                         |                      |                       |                       |                  |                  |
|                         |                         | Pietro II 1200 c.-1241  |                      |                       |                       |                  |                  |
|                         |                         |                         |                      |                       |                       |                  |                  |
|                         |                         |                         |                      |                       |                       |                  |                  |
|                         |                         | Mariano II 1230 c.-1297 |                      |                       |                       |                  |                  |
|                         |                         |                         |                      |                       |                       |                  |                  |
|                         |                         |                         |                      |                       |                       |                  |                  |
|                         |                         | Giovanni I ?-1304/07    |                      |                       |                       |                  |                  |
|                         |                         |                         |                      |                       |                       |                  |                  |
|                         |                         |                         |                      |                       |                       |                  |                  |
|                         | Andreotto ?-1308        | Andreotto ?-1308        | Mariano III ?-1321   | Mariano III ?-1321    |                       |                  |                  |
|                         |                         |                         |                      |                       |                       |                  |                  |
|                         |                         |                         |                      |                       |                       |                  |                  |
|                         |                         |                         | Ugone II ?-1335      |                       |                       |                  |                  |
|                         |                         |                         |                      |                       |                       |                  |                  |
|                         |                         |                         |                      |                       |                       |                  |                  |
| Pietro III 1314/15-1347 | Pietro III 1314/15-1347 | Mariano IV 1319-1375    | Mariano IV 1319-1375 | Giovanni 1320-1375/76 | Giovanni 1320-1375/76 | Nicola 1322-1370 | Nicola 1322-1370 |

Albero genealogico dei de Serra Bas dal loro fondatore, Ugone I, a Mariano
Mariano nacque nel 1319, da una certa Benedetta e da Ugone II, giudice d'Arborea.
Suo padre era figlio del precedente giudice Mariano III d'Arborea e della sua concubina Padulesa de Serra, nonostante all'inizio del XX secolo la maggioranza degli storici ritenesse fosse invece cadetto di Mariano II. Quest'ultimo, figlio di Pietro II e di una certa Sardinia, è considerato uno dei sovrani arborensi più rilevanti nel panorama italiano e in generale europeo, sposato con una bisnipote dell'imperatore Federico II di Svevia. Pietro II era a sua volta figlio di Ugone I, capostipite dei de Serra Bas in quanto figlio del visconte Poncio de Cervera e di Sinispella d'Arborea, figlia di Barisone I re di Sardegna.

### Infanzia e adolescenza

Armi dei sovrani d'Aragona

Nel 1323 Ugone aveva richiesto al re Giacomo II il Giusto una sua partecipazione a una guerra contro i pisani per la definitiva scacciata di questi dall'isola. Nello stesso anno un'ambasciata arborense guidata dall'arcivescovo Guido Cattaneo era giunta ad Avignone per stipulare un trattato con l'Aragona, in cui si riconosceva l'autonomia del giudicato a patto che il giudice pagasse un censo annuo di tremila fiorini d'oro di Firenze ai catalani.
Si venne dunque a creare una situazione controversa in quanto da una parte gli Arborea ritenevano i re d'Aragona semplici alleati, mentre dall'altra i re d'Aragona trattavano i de Serra Bas come vassalli da asservire, anche se con particolari autonomie. A contribuire a questo equivoco vi era la diversa visione del potere tra le due dinastie. La casa reale di Barcellona era tipicamente improntata al potere feudale di tipo europeo, mentre in Sardegna il feudalesimo non era mai esistito e pertanto i giudici non lo riconoscevano né soprattutto si potevano considerare subordinati al sovrano catalano. Inizialmente Ugone II ritenne di sottostare alle impostazioni feudali che Giacomo II voleva dare all'alleanza, ma ciò era solo un modo per evitare la guerra diretta.
I re d'Aragona cercarono in vari modi di tenersi alleati gli Arborea, da Giacomo II ad Alfonso IV e poi Pietro IV. Per tale ragione gli aragonesi attribuirono vari riconoscimenti al giudice e ai suoi figli, stringendoli in legami di parentela con matrimoni, tenendoli a corte e conferendo loro vari titoli baronali. I figli degli Arborea, nel cerimoniale di corte, erano considerati appena dietro gli infanti d'Aragona. Ma queste concessioni non valsero a trasformare i de Serra Bas in riccos homines, cioè in baroni vassalli del re aragonese. A sottolineare una latente frattura tra la concezione di vassallaggio nella mente del sovrano d'Aragona e l'idea di libero giudicato che avevano gli Arborea, vi era il fatto che nella corte di Barcellona, i figli del giudice non avevano alcun titolo, perché per il giudice qualsiasi rango baronale sarebbe stato inferiore a quello del giudice stesso. In ogni caso i legami, anche parentali, tra gli Aragona e gli Arborea erano significativi, inoltre era piuttosto assidua la presenza dei cadetti giudicali presso la corte aragonese. Lo stesso Mariano IV d'Arborea, secondogenito del giudice Ugone II, visconte di Bas, venne educato, secondo il volere del padre, alla corte di Alfonso IV, conte di Barcellona e quindi sovrano di Aragona.
Nel 1335 Mariano, ancora a Barcellona, s'ammalò, nel pieno delle trattative del suo matrimonio, rischiando di morire. Il giudice Ugone, ottenuto dunque un permesso dal sovrano aragonese, mandò il suo medico personale Grazia Orlandi in Catalogna, che riuscì a guarirlo. Il 5 aprile dello stesso anno il padre morì. Fu partecipe attivamente all'incoronazione di Pietro il Cerimonioso, figlio di Alfonso IV nel 1336 e, poco dopo, nella città catalana, sposò la nobile Timbora di Roccaberti (figlia del visconte Dalmazio), dalla quale ebbe quattro figli: Ugone, Beatrice, Eleonora e una bimba morta prematuramente nel 1343 o nel 1346.

### Conte di Marmilla e del Goceano

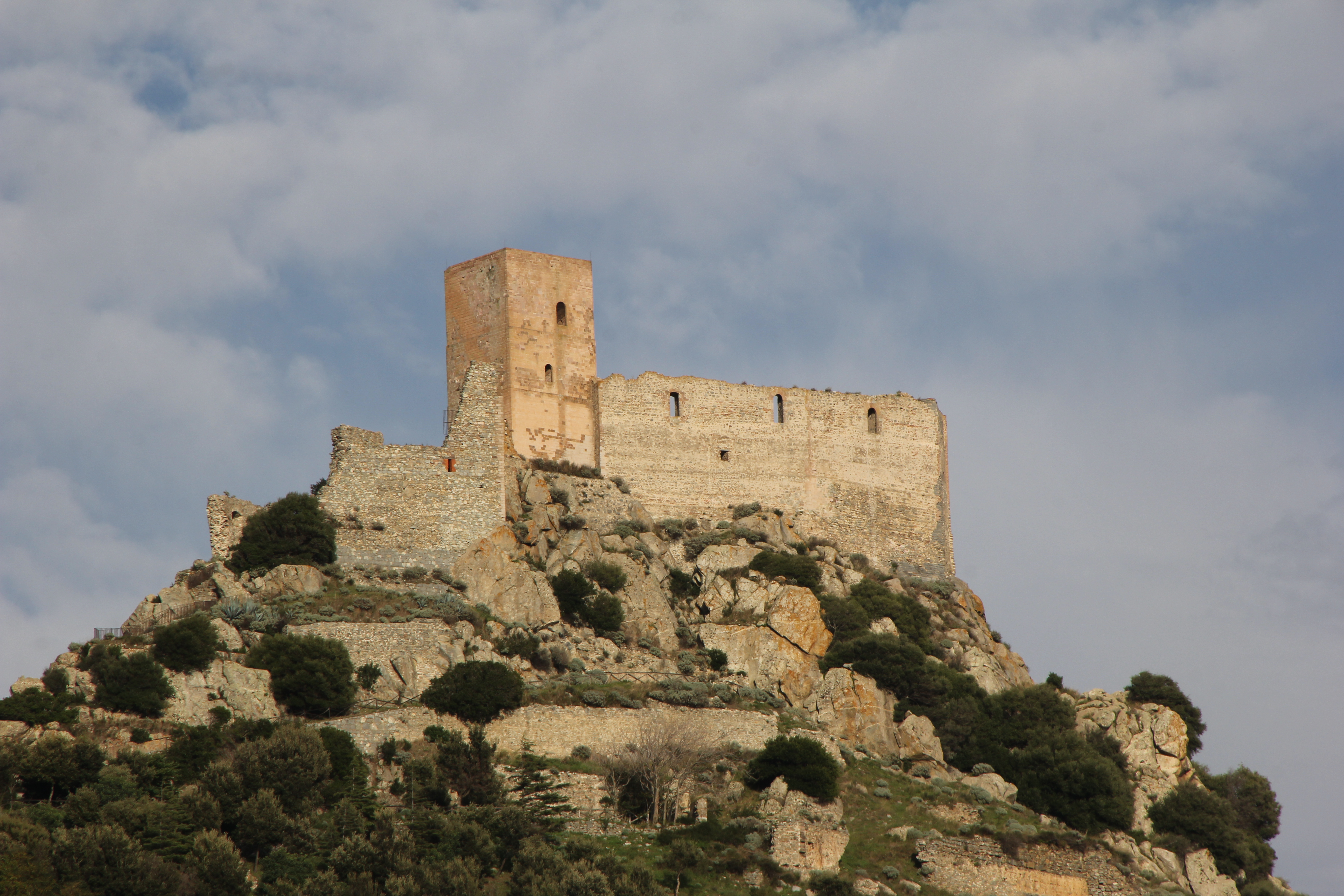
Il Castello del Goceano, di proprietà di Mariano e centro della contea di cui era titolare

Nel 1339 al donnikellu Mariano fu riconosciuto da parte di Pietro d'Aragona il titolo di conte di Marmilla e del Goceano (territorio che comprendeva le curatorìe di Dore con Orotelli, Nuoro, Ottana, Sarule più l'antica di Anela). Questi possedimenti (extra Judicatum) resero di fatto il futuro giudice vassallo del re aragonese di Sardegna e Corsica. Tale rapporto veniva evidenziato anche esteriormente, tant'è che nelle sue insegne personali erano raffigurati, sopra l'albero diradicato, i pali catalani.
Quando era conte del Goceano e non portava ancora il titolo di judex, con un'abile mossa politica ripopolò il borgo di Castel di Goceano chiamato allora come ora Burgos (su Burgu, in sardo), e vi restaurò l'antico castello (tutt'oggi ancora in buono stato di conservazione), a difesa del confine nord del giudicato. Nei suoi territori, come conte, si adoperò per rendere florida l'agricoltura, scelta che, nei successivi decenni di guerra, si dimostrò fondamentale per la ripresa economica dell'intero giudicato, che versava in uno stato di crisi a causa delle guerre contro Pisa. Durante questo periodo emanò una prima serie di norme giuridiche scritte, che principalmente regolamentavano l'allevamento e l'agricoltura, allo scopo di migliorarne la produttività, e in parte già trattavano qualcosa di diritto penale, che poi evolverà nella Carta de Logu, il corpus legislativo, spesso erroneamente attribuito alla figlia Eleonora che lo aggiornò come aveva fatto pure il fratello Ugone III.

### La consorte e i tre figli di Mariano IV
Furono tre i figli sopravvissuti che Mariano ebbe dalla moglie Timbora di Roccaberti. Ugone (†1383) che gli succedette, Beatrice (†1377) ed Eleonora (†1403) nacquero a pochi anni l'uno dall'altro, quando lui era ancora conte di Marmilla e del Goceano, cioè prima di salire al trono di Arborea (1347). Il luogo della loro nascita era Molins de Rei. Vissero poi a Oristano e nel castello del Goceano.
Una lettera inviata da Aimerico VI di Narbona (1341-1388) al re Pietro IV d'Aragona, rinvenuta negli Archivi Reali di Barcellona, accerta il fatto che sua moglie Beatrice fu la secondogenita di Mariano (portava anche il nome dell'ava materna), dopo Ugone, ed Eleonora la figlia minore: infatti, dopo la morte del cognato (1383), il visconte reclamava nella missiva il trono arborense per il suo secondogenito, Aimerico come lui. Eleonora però si recò velocemente in Sardegna e seppe sfruttare la situazione a suo favore.
Beatrice, secondo Bianca Pitzorno, sposò il nobile francese nel 1361, molto prima di Eleonora, ebbe molti figli e dal suo testamento si evince quanto fosse stata ricca la sua dote. Beatrice fu la prima dei fratelli a morire nel 1377, e suo nipote Guglielmo II dovette attendere il 1407, anno della scomparsa di Mariano V, per diventare giudice.

### Giudice d'Arborea

Busto di Mariano IV (San Gavino Monreale)

Nel 1347, alla morte del fratello Pietro III, Mariano fu proclamato giudice d'Arborea dalla Corona de Logu. La politica del suo primo periodo di regno lo mostra come fortemente disinteressato agli avvenimenti politici dell'isola.

#### La guerra sardo-catalana
In quello stesso anno, i Doria Nicolò, Giovanni, Antonio e Matteo presentarono la richiesta al re Pietro IV d'Aragona di rientrare in possesso dei castelli di Bonuighinu e Ardara, sequestrati dopo una ribellione, e di acquisire privilegi commerciali per Castelgenovese (odierna Castelsardo) e Alghero, città in loro mano. In cambio promettevano di servire lealmente la corona come vassalli e di fare in modo che il re riprendesse possesso dei castelli di Osilo e Capula, che dichiaravano in mano a ribelli ma che in realtà avevano occupato loro. Il re acconsentì a tutto fuorché alla concessione dei privilegi a Castelgenovese e Alghero, che ambiva a possedere direttamente. Ma i Doria, scontenti per il mancato ottenimento di tutte le richieste, cominciarono ad ammassare soldati e mercenari sotto le mura di Sassari, città di diretta competenza regia. Il sovrano ordinò di mandare una compagnia di armati in Sardegna al comando di Ughetto de Cervellon. Intanto partivano da Cagliari trecento balestrieri diretti a Sassari sotto il comando di un altro Cervellon, Gherardo, figlio del governatore generale Guglielmo, che si unì a lui nella marcia. Il giudice Mariano affiancò a questo buon nerbo di truppe un piccolo contingente di militi oristanesi, consigliando al Cervellon di evitare uno scontro diretto. Ma giunti nel passo di Aidu de Turdu, completamente circondati dagli uomini dei Doria, i Cervellon non cercarono di evitare il combattimento, ma ordinarono la carica, causando un massacro delle forze sotto il loro comando. Tra i caduti si contò anche lo stesso Gherardo. Il giudice mandò dunque un gruppo di militi, che, dopo aver soccorso i sopravvissuti, giunse a Sassari e ruppe l'assedio degli armati dei Doria. Nel 1349 vi fu alla fine una tregua e il re, secondo lo storico Raimondo Carta Raspi, tentò allora di dividere i membri del casato, concedendo feudi ad alcuni e ricevendo in cambio la promessa della cessione di Alghero. Non tutti i Doria furono però favorevoli a lasciare al sovrano la città e chiesero, nel 1351, l'aiuto di Genova contro un possibile attacco aragonese.
E dunque, mentre si consumava l'aspro dissidio tra Mariano e suo fratello Giovanni, culminante con l'arresto di quest'ultimo, il sovrano organizzava una grande spedizione che aveva come obiettivo la presa di Alghero. La flotta che avrebbe dovuto trasportare gli uomini comprendeva quarantacinque galere e cinque grosse navi da carico, a cui, presso Cagliari, si unirono venti galere veneziane. L'ammiraglio Bernat de Cabrera, capo dell'esercito catalano-veneziano, sconfisse, nella cosiddetta battaglia di Porto Conte, il 27 agosto 1353, la flotta genovese, costringendo gli algheresi ad arrendersi. Il giorno dopo l'occupazione della città fece giustiziare senza nessun procedimento penale Fabiano Rosso Doria, uno dei più accaniti difensori della rocca.

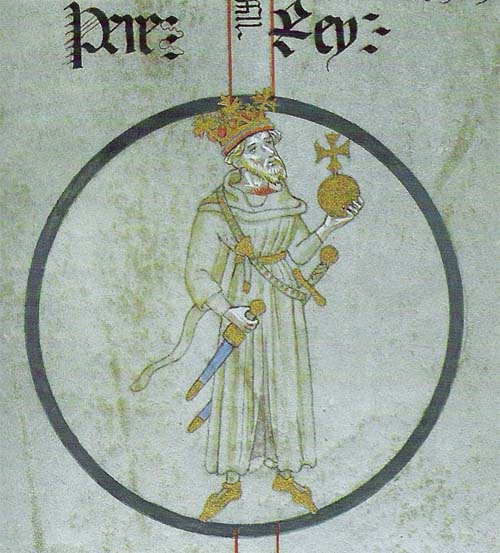
Pietro IV d'Aragona (Monastero di Santa Maria di Poblet, 1400)

Allora inviò un messo a Oristano con l'ordine diretto a Mariano di recarsi ad Alghero per rendere conto del suo mancato intervento contro i Doria. Il giudice non si recò di persona, ma agli inizi di settembre mandò la moglie Timbora, cugina del de Cabrera, che, difesa da una piccola scorta, dopo aver fatto sosta nel castello del Goceano, entrò in Alghero. Ma durante il suo incontro con l'ammiraglio giunsero tre cavalieri da Cagliari, inviati dal governatore generale, con l'ordine di sconsigliare al de Cabrera di continuare a trattare o a discorrere con la moglie del giudice, in quanto egli aveva invaso le terre regie e stava assediando Sanluri. Lo storico cinquecentesco Geronimo Zurita, nella sua opera Annali della Corona d'Aragona, riporta una citazione di Timbora nei momenti in cui l'ammiraglio veniva informato dai cavalieri delle manovre militari del giudice:
Mariano mosse dunque guerra contro i catalani, e dopo che i suoi comandanti Azzone da Buquis e Cino de Zori, presso Decimomannu, catturarono Gherardo della Gherardesca, si diresse verso il nord della Sardegna, riuscendo a espugnare Alghero, ribellatasi ai catalani. Poco prima della partenza il giudice fece impiccare due sardi, colpevoli di aver incitato la folla ad assalire le carceri ov'erano rinchiusi quarantadue catalani fatti prigionieri.
Pietro IV, compresa dunque la gravità della situazione, nel 1354 organizzò una spedizione di quasi dodicimila uomini per rioccupare Alghero e sottomettere il giudice. Tra i capitani della sua spedizione si contavano nomi come quello di Pietro de Xèrica, cognato del giudice in quanto marito di sua sorella Bonaventura, un duca tedesco e Giovanni di Grailly, compagno d'arme del Principe Nero Edoardo. Ma la spedizione raggiunse risultati inconcludenti. Dopo oltre sette mesi si raggiunse una tregua, e una pace definita venne delineata nel 1355 a Sanluri.

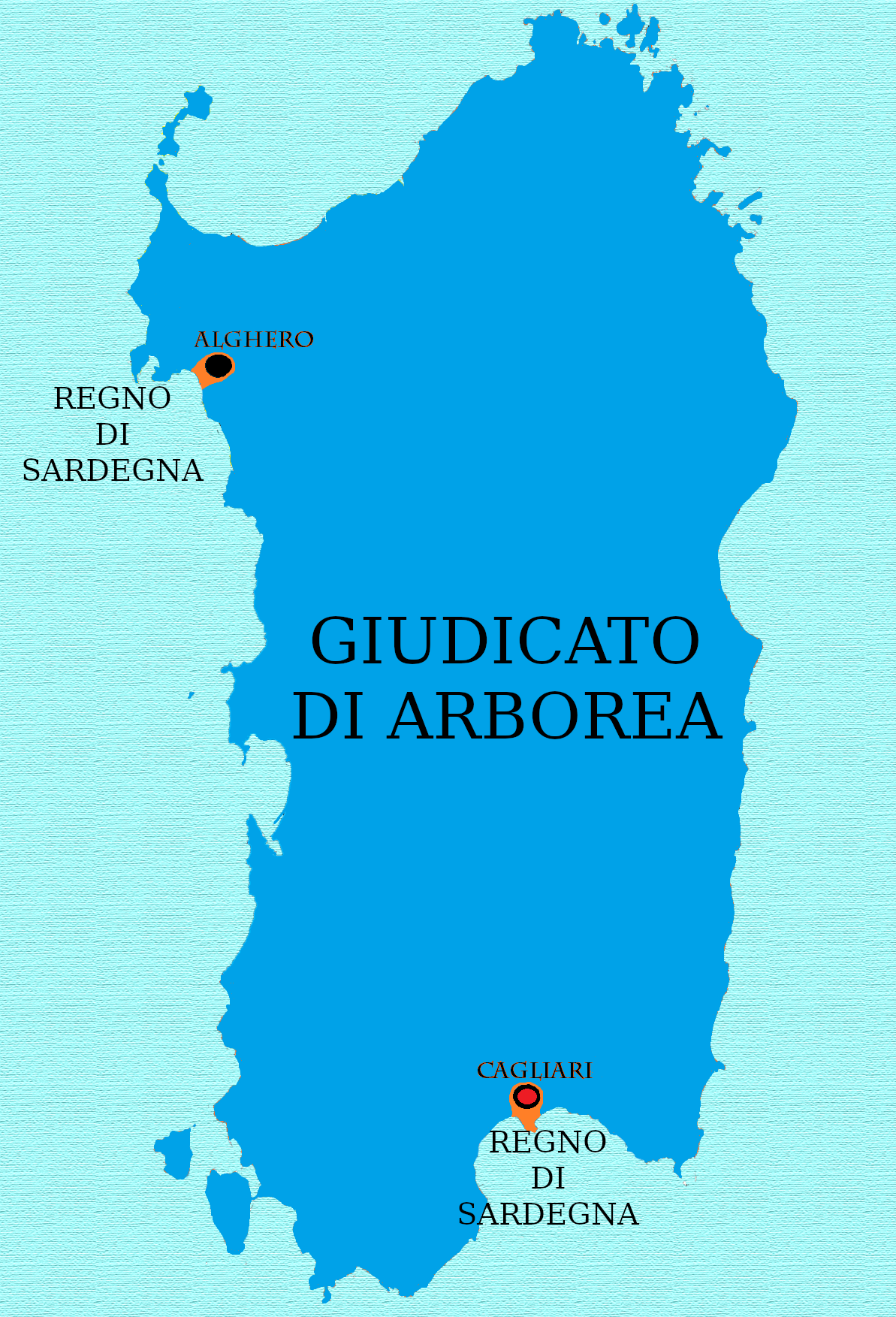
Il giudicato di Arborea (in blu) alla sua massima espansione

Durante questo periodo decennale di pace Mariano riuscì a riorganizzarsi per proseguire in un momento successivo la guerra. Inoltre, grazie ai matrimoni del suo erede Ugone con la figlia maggiore di Giovanni di Vico e quello di sua figlia Beatrice con Aimerico VI, visconte di Narbona e futuro ammiraglio di Francia, ottenne importanti e prestigiosi alleati. Agli inizi dello stesso decennio vi fu una trattativa matrimoniale per far sposare una delle figlie di Mariano con il futuro re Pietro II di Cipro. I due documenti che trattano di questo argomento, datati al 1362 e al 1370, sono deposizioni del Proceso contra los Arborea, procedimento giudiziario indetto nel 1355 da Pietro IV d'Aragona contro la famiglia giudicale e terminato nel 1393, sotto Giovanni I. A oggi la promessa è considerata Beatrice, anche se a lungo si credette fosse Eleonora, in quanto la prima nel 1370 era già sposata.

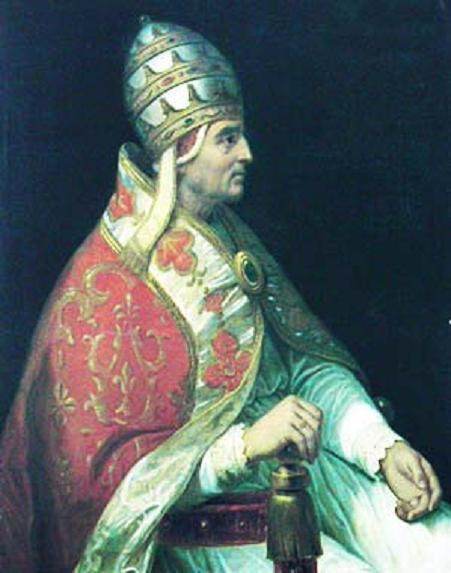
Dipinto raffigurante Urbano V, il papa che concesse la licentia invadendi al giudice d'Arborea contro il re d'Aragona

Dopo la pace di Sanluri, nel 1365 le ostilità ripresero, questa volta anche con il benestare di papa Urbano V. Secondo lo storico Raimondo Carta Raspi questa decisione fu causata dalla pretesa di un tributo all'Aragona da parte del re Pietro IV. Ma, a differenza della precedente fase della guerra, in cui lo stesso sovrano era giunto in Sardegna per sconfiggere l'Arborea, ora i catalani erano impegnati nella cosiddetta guerra dei due Pietri, e non poterono mandare nulla di più che una qualche compagnia, mentre il giudice assediava nuovamente Cagliari, occupava Villa di Chiesa (odierna Iglesias) e spadroneggiava ormai in tutta l'isola.
Solo dopo la fine della guerra contro la Castiglia il re d'Aragona poté riunire sufficienti forze per contrastare il giudice. Nel 1368 re Pietro lanciò una spedizione sotto la guida di Pedro Martinez de Luna, marito di una nipote di Mariano IV, Elfa de Xèrica. Costui guidò un esercito fin sotto le mura di Oristano, ponendola d'assedio. L'esercito catalano-aragonese, con le spalle scoperte, venne intrappolato dall'attacco combinato di Mariano e del figlio Ugone (futuro giudice), che uccisero sul campo anche lo stesso de Luna.
Nel 1370 Mariano occupò Sassari, e nello stesso anno una sua ambasceria giunse ad Avignone per la richiesta, da parte di alcuni cardinali al papa, di ricomporre la sua "lite" con il re d'Aragona. Ma nonostante le ripetute pressioni da parte del vicecancelliere aragonese Francesco Roma, gli inviati arborensi respinsero tutte le offerte di concessioni territoriali, pretendendo l'infeudazione pontificia di tutta l'isola al giudice Mariano. Egli ebbe inoltre rapporti con grandi personaggi della sua epoca, come ad esempio santa Caterina da Siena, a cui promise di partecipare a una crociata in Terra Santa.

### Morte
Le sue ambizioni furono però stroncate dalla morte, avvenuta forse per peste. Vi fu a lungo un dibattito sulla data certa del suo decesso, in quanto gli storici Francesco Cesare Casula, Raimondo Carta Raspi e la scrittrice Bianca Pitzorno inserirono il trapasso di Mariano IV nei mesi estivi del 1376. Ma la recente scoperta di una lettera del re d'Aragona Pietro IV datata al primo giugno 1375 permette di stabilire con certezza che la sua morte avvenne nel maggio dello stesso anno.

## Opere legislative

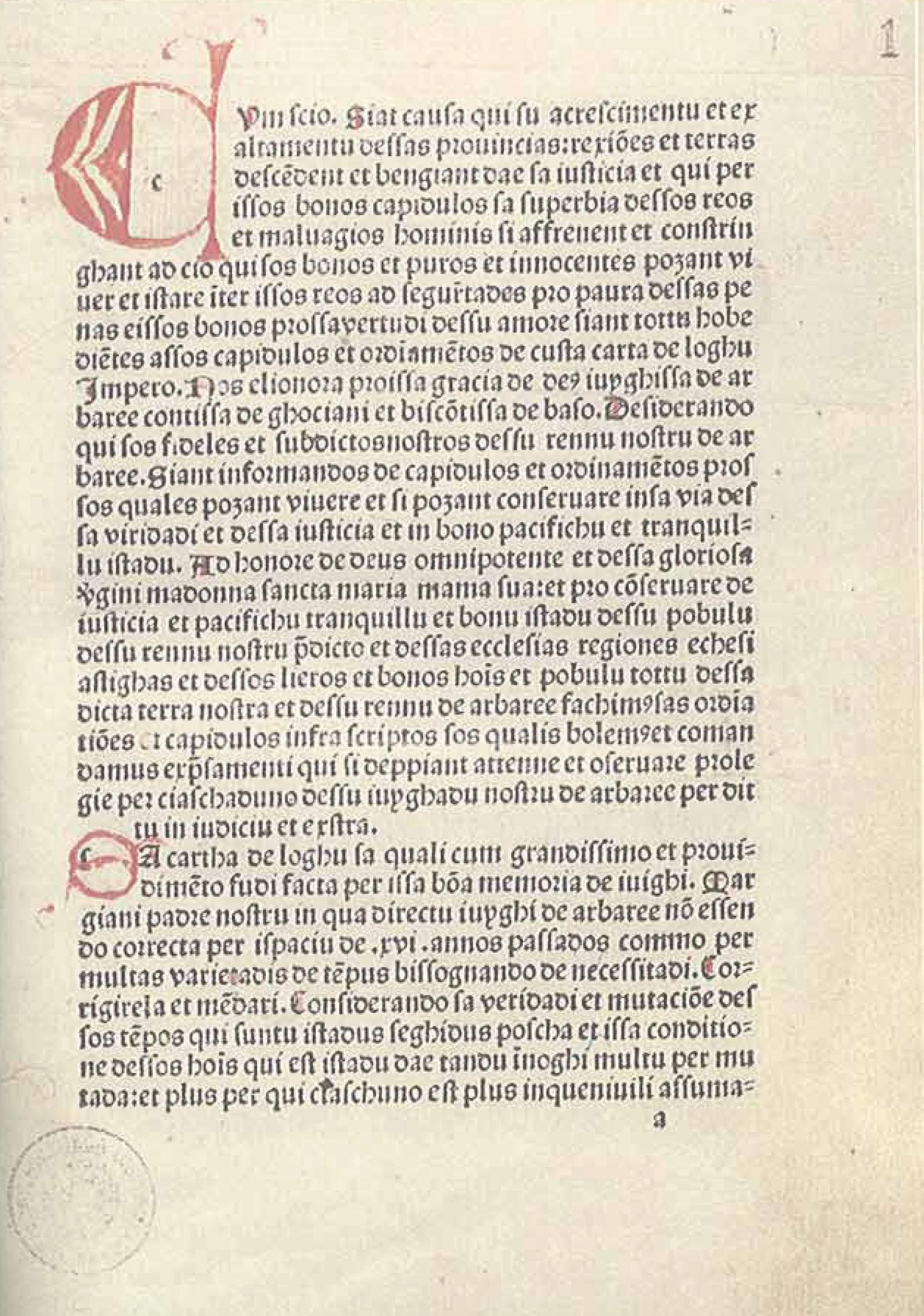
La prima pagina della Carta de Logu

La rilevanza di Mariano IV nella storia sarda del Trecento è dettata in parte dai numerosi codici legislativi che emanò durante il suo lungo regno. Il primo noto è la Carta del Goceano (1340 circa), con la quale concedeva speciali privilegi a coloro che sarebbero andati ad abitare il villaggio del castello (oggi comune di Burgos), ormai in via di spopolamento. Il più celebre e importante è invece il cosiddetto Codice rurale, emanato a cavallo tra gli anni cinquanta e sessanta del 1300. Composto da 66 capitoli, si occupava prevalentemente di dare sostegno allo sviluppo dell’agricoltura sarda e a regolare con leggi precise la vita rurale del giudicato d'Arborea. Dopo la morte di Mariano e l'ascesa al trono di sua figlia Eleonora, l'emendamento fu inserito nel suo codice di leggi, la nota Carta de Logu.

## Mecenatismo

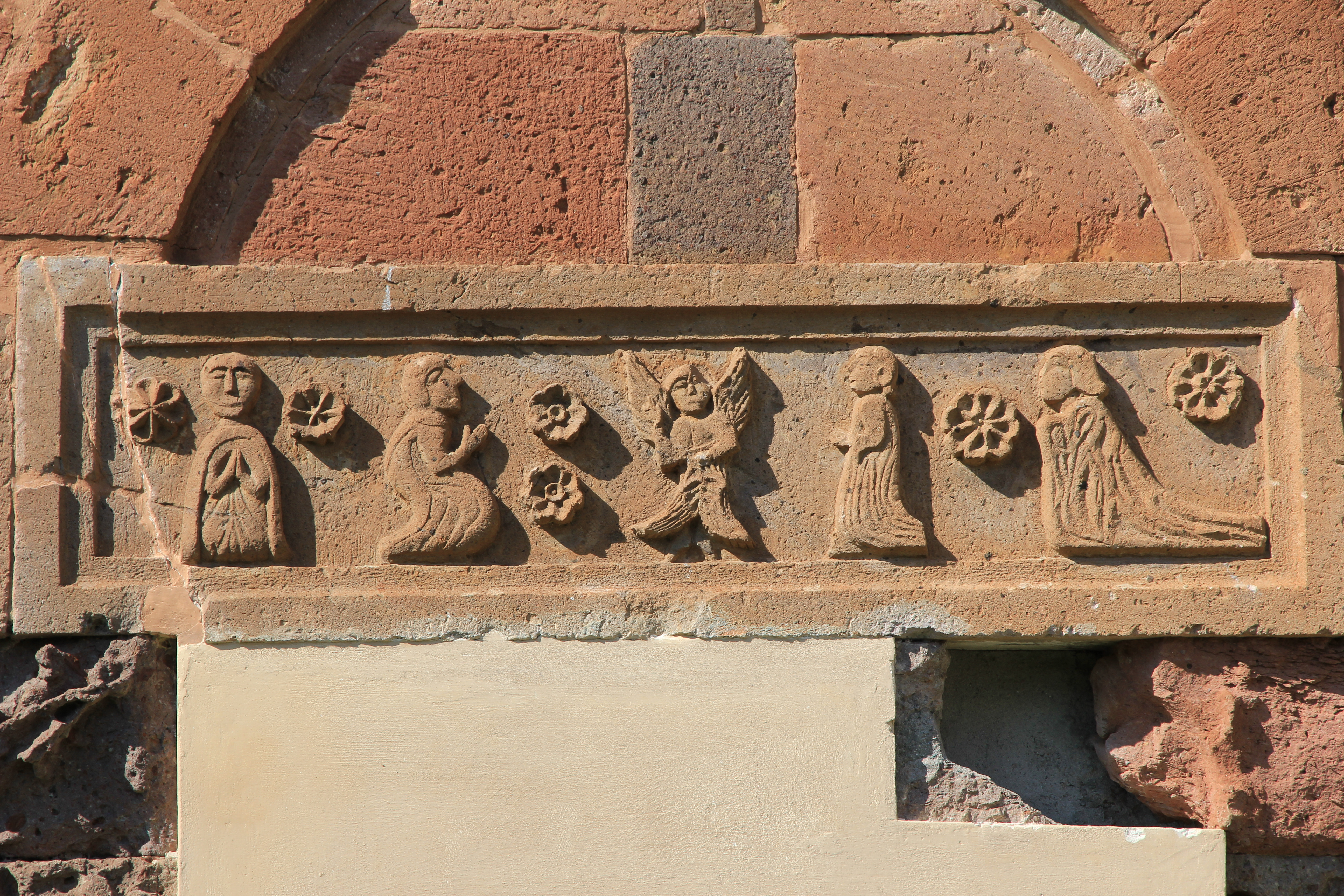
Architrave della Chiesa di San Serafino a Ghilarza

Mariano IV è celebre anche per essere stato un importante mecenate d'arte per quanto riguarda il panorama sardo. Durante il suo regno fece realizzare o ristrutturare diverse opere presenti nel giudicato di Arborea, tra cui la Cattedrale di Oristano, da lui fatta ricostruire in gotico catalano durante gli anni sessanta del Trecento. Egli è inoltre l'unico sovrano arborense del quale si conosca un ritratto, in età giovanile, inserito nel polittico della chiesa di San Nicola di Ottana. Pure in un frammento di affresco, nel monastero oristanese di Santa Chiara, fondato dal fratello Pietro III, si vede Mariano che offre l'erede Ugone alla protezione della religiosa assisana. Sull'architrave della chiesa di San Serafino, a Ghilarza, sono scolpiti (1360 circa), invece, alcuni personaggi riuniti per la promulgazione del Codice rurale, tra cui il giudice, la moglie Timbora e il primogenito Ugone. Lo storico Francesco Cesare Casula, nel 1981, individuò nei quattro peducci pensili dell'abside della chiesa di San Gavino Martire (San Gavino Monreale) le effigi di Mariano, dei figli Ugone III ed Eleonora e del genero Brancaleone Doria. La famiglia giudicale, infatti, risiedeva spesso nel vicino castello di Monreale di Sardara. Un'altra interessante scoperta è stata poi quella dei quattro presunti denari d'Arborea (recanti inciso l'araldico albero sradicato), coniati, secondo alcuni, durante i regni di Mariano e di Ugone III (ma non esistono documenti per dimostrare questa ipotesi), quando si riteneva che il giudicato non avesse un'autonoma zecca e vi circolasse solo moneta aragonese.

## Discendenza e successione

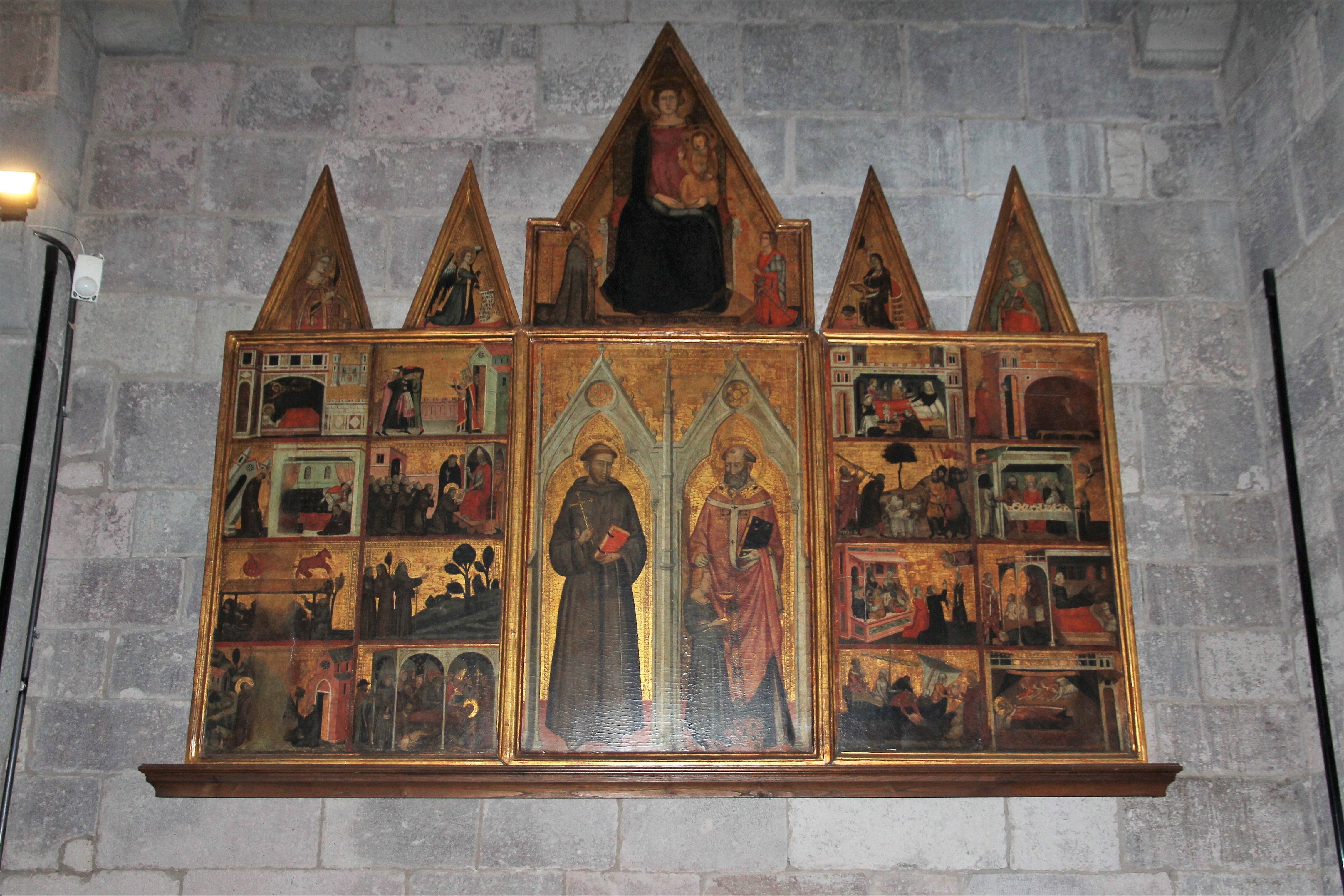
Polittico realizzato per volere di Mariano e conservato presso la chiesa di S. Nicola a Ottana

Dal matrimonio con Timbora de Roccaberti ebbe quattro figli:
| Nome     | Immagine | Nascita - morte   | Note |
| -------- | -------- | ----------------- | --- |
| Ugone    |          | 1337 - 1383       | Unigenito maschio; giudice d'Arborea; fu ucciso in un agguato a Oristano con sua figlia Benedetta il 3 marzo 1383                                   |
| Beatrice |          | 1342/43 - 1377    | Secondogenita; sposata al visconte Aimerico VI di Narbona, da lei discese l'ultimo giudice d'Arborea, il francese Guglielmo                         |
| ?        |          | 1343 - 1343/46/47 | Terzogenita; Morta in un anno tra 1343 e 1347; si apprende della sua morte in una lettera della zia acquisita Sibilla di Moncada alla madre Timbora |
| Eleonora |          | 1347 - 1403       | Ultimogenita; reggente per i suoi due figli; promulgò una rielaborazione delle leggi di suo padre, la celebre Carta de Logu                         |

Dopo la sua morte il trono fu ereditato dal suo figlio primogenito maschio, Ugone, assassinato con la sua unica figlia Benedetta il 3 marzo 1383. Dopo il decesso del giudice, per opera dell'ultimogenita Eleonora, avvenne una vera e propria usurpazione del trono d'Oristano, che secondo le leggi di successione vigenti all'epoca sarebbe dovuto spettare ai figli di Beatrice e Aimerico VI di Narbona. Ma i figli della celebre giudicessa morirono entrambi senza posterità, lasciando i territori arborensi a un loro nipote, figlio primogenito del francese Guglielmo I di Narbona e di Guérine Beaufort-Rogier-Canillac, Guglielmo II, con cui terminò il ramo principale della dinastia.

## Blasonatura
Durante la sua vita Mariano si trovò, per vari motivi riguardanti l'assetto geopolitico della Sardegna, a modificare la propria blasonatura. Poco dopo la concessione da parte del re Pietro IV d'Aragona del titolo di Conte del Goceano e della Marmilla, il futuro giudice inserì al di sopra dell'albero sradicato d'Arborea i quattro pali catalani in campo dorato, a simboleggiare il suo stato di sudditanza rispetto ai sovrani aragonesi. Poco più di un anno prima dello scoppio della guerra sardo-catalana, com'è accreditato da una deposizione nel cosiddetto Proceso contra los Arborea, Mariano spostò i pali catalani al di sotto dell'albero arborense, per poi eliminarli l'anno successivo, nella fase più accesa del conflitto.

Armi di Mariano IV come conte del Goceano e giudice d'Arborea durante i primi anni di regno (1339-1352)[23]
Armi utilizzate dal giudice nella fase appena precedente alla Guerra sardo-catalana (1352-1353)[23]
Armi utilizzate da Mariano IV come giudice (1353-1375)[23]